# 북부큰갈라고
북부큰갈라고 또는 가네트갈라고는 곡비원류에 속하는 영장류의 하나로, 아프리카 토착 종이다.
북부큰갈라고에 대한 낮은 범위의 염기 서열은 2006년에 완성되었다. 원시 영장류로써 이 염기 서열은 설치류와 같은 비-영장류와 밀접한, 고등 영장류(마카크, 침팬지, 인간)의 염기 서열을 결정하는 데 특히 유용하다. 현재의 2배 범위는 완전한 게놈 집합을 구축하는 데는 충분하지 않지만 인간 게놈 집합의 대부분에 걸쳐 비교 데이터를 제공한다.